# Olive-Charlier Vaslin
Pour les articles homonymes, voir Vaslin.
Olive-Charlier Vaslin est un violoncelliste et pédagogue français né le 8 mars 1794 à Montreuil-Bellay et mort le 18 juillet 1889 à Saint-Julien-sur-Sarthe.

## Biographie
Olive-Charlier Vaslin naît le 8 mars 1794 à Montreuil-Bellay (Maine-et-Loire),.
Il étudie auprès de Charles Baudiot au Conservatoire de Paris, où il obtient un 1er prix de violoncelle en 1811,.
Il commence sa carrière en 1809 au théâtre des Variétés avant de faire partie de l'Orchestre de l'Opéra de Paris entre 1818 et 1844,,.
En 1827, Olive-Charlier Vaslin succède à Baudiot comme professeur de violoncelle au Conservatoire de Paris, où il forme jusqu'en 1860 de nombreux élèves, parmi lesquels Auguste Tolbecque, Félix Battanchon, Jacques Offenbach et Charles Lebouc,.
En 1828, il est membre fondateur de la Société des concerts du Conservatoire, où il joue jusqu'en 1846.
Féru de musique de chambre, Vaslin participe assidûment entre 1821 et 1840 aux séances organisées par Pierre Baillot, si bien qu'il est surnommé « le baillotin ». Il se produit également avec Bériot et Liszt en avril 1828.
Après sa retraite du Conservatoire, il se consacre à la composition et écrit quelques œuvres de circonstance ainsi qu'une méthode de violoncelle, en 1884. Il possédait un violoncelle Stradivarius de 1725, qu'il vend en 1869.
Olive-Charlier Vaslin meurt le 18 juillet 1889 à Saint-Julien-sur-Sarthe, dans l'Orne,.            